# Anisodes ovisignata
Anisodes ovisignata là một loài bướm đêm trong họ Geometridae.